# Sigalion papillosus
Sigalion papillosus är en ringmaskart som beskrevs av Imajima 1967. Sigalion papillosus ingår i släktet Sigalion och familjen Sigalionidae. Inga underarter finns listade i Catalogue of Life.